# Der Fluch des Dämonen
Der Fluch des Dämonen (Originaltitel Night of the Demon) ist ein in Schwarzweiß gedrehter britischer Horrorfilm aus dem Jahre 1957 von Jacques Tourneur. Er basiert auf der 1911 veröffentlichten Kurzgeschichte Casting the Runes (dt. Drei Monate Frist/ Die Macht der Runen) von M. R. James.
Ein amerikanischer Wissenschaftler ermittelt gegen einen Anführer eines englischen Teufelskultes. Dabei sieht er sich zunehmend mit übernatürlichen Phänomenen konfrontiert, die er als Rationalist auf natürliche Weise zu erklären versucht. Schließlich entdeckt er einen ihm zugesteckten Zettel mit Runenzeichen, der einen Dämon heraufbeschwören soll, und den Hinweis, dass er nur noch wenige Tage zu leben hat.

## Handlung
Der amerikanische Wissenschaftler John Holden reist nach England, um an einer Konferenz über parapsychologische Phänomene teilzunehmen. Zudem soll er auf Bitten von Professor Harrington Nachforschungen über Julian Karswell, den Anführer einer satanistischen Sekte, anstellen. Kurz vor Holdens Ankunft wird Harrington von einem Dämon getötet; die offizielle Todesursache lautet Tod durch Starkstromschlag. Karswell drängt Holden, auf weitere Untersuchungen zu verzichten und unverzüglich nach Amerika zurückzureisen.
Holden lässt sich von der Warnung nicht einschüchtern und hält, trotz ersten Hinweisen auf involvierte übernatürliche Kräfte, an seiner rationalen Weltsicht fest. Karswell verhängt daraufhin einen Fluch aus einer alten Runenschrift über Holden, der einen Dämon heraufbeschwört. Zudem fehlen plötzlich die Seiten mit zukünftigen Terminen aus Holdens Terminkalender, ein Hinweis darauf, dass er nur noch wenige Tage zu leben hat. Holden entdeckt, dass für ihn die einzige Möglichkeit, nicht von Karswells Dämon getötet zu werden, darin besteht, den auf ihn gerichteten Fluch direkt auf Karswell zurück zu übertragen. In letzter Sekunde gelingt ihm dies, Karswell wird von dem Dämon in Stücke gerissen. Da sein Leichnam auf einem Bahngleis gefunden wird, vermuten Polizei und Bahnmitarbeiter, dass Karswell von einem Zug erfasst wurde.

## Hintergrund
Tourneur wollte nach eigener Aussage den Dämon nicht zeigen, der Produzent Hal E. Chester war allerdings der Ansicht, dass der Film der physischen Präsenz des Dämonen bedurfte und setzte sich auch durch. Autor Tony Earnshaw behauptet dagegen in seinem Buch Beating the Devil – The Making of Night of the Demon, dass die explizite Präsentation des Dämons von Anbeginn geplant war. Im fertigen Film ist der Dämon zweimal deutlich zu sehen, in der Eingangssequenz (Harringtons Ermordung) und im Finale.
In Großbritannien startete Der Fluch des Dämonen am 17. Dezember 1957. Für die Kinoauswertung in den USA, wo der Film im Juli 1958 anlief, wurde der Film auf 83 Minuten gekürzt, in Curse of the Demon umbenannt und in Doppelprogrammen unter anderem mit der Hammer-Produktion Frankensteins Rache gezeigt. Auf dieser gekürzten Fassung beruht auch die deutsche Synchronfassung.
In Deutschland lief der Film nicht in den Kinos, sondern hatte erst am 27. Februar 1979 seine Fernsehpremiere.

### Synchronisation
Die deutsche Synchronfassung entstand unter dem Dialogbuch und der Dialogregie von Ivar Combrinck.
| Rolle                  | Darsteller         | Synchronsprecher  |
| ---------------------- | ------------------ | ----------------- |
| Dr. John Holden        | Dana Andrews       | Joachim Kemmer    |
| Joanna Harrington      | Peggy Cummins      | Dagmar Heller     |
| Dr. Julian Karswell    | Niall MacGinnis    | Hans Korte        |
| Mother Karswell        | Athene Seyler      | Alice Franz       |
| Prof. Mark O’Brien     | Liam Redmond       | Fritz Tillmann    |
| Lloyd Williamson       | Ewan Roberts       | Reinhard Glemnitz |
| Mr. Meek               | Reginald Beckwith  | Horst Sachtleben  |
| Mrs. Meek              | Rosamund Greenwood | Margit Weinert    |
| Prof. Henry Harrington | Maurice Denham     | Klaus Höhne       |

## Kritiken
„‚Night of the Demon‘, der viele Ideen und einzelne Schnittpassagen von dem früheren ‚Cat People‘ übernahm, konnte dessen Muster aus Verfolgung und Spannung noch steigern. Er ist ohne Zweifel besser und furchterregender als ‚Cat People‘ und, was noch wichtiger ist, er ist der letzte wahre Horror-‚Klassiker‘ der Film-Geschichte. In den einundzwanzig Jahren, die seit seiner Entstehung vergangen sind, kamen ein oder zwei Filme nahe an ihn heran – insbesondere ‚Burn Witch Burn‘ –, aber keiner hat ihn je erreicht oder übertroffen. Vielleicht stellt sich doch irgendwann heraus, dass dies wirklich der absolute Höhepunkt des Genres der ‚denkenden‘ Horrorfilme war, das Val Lewton mehr als zehn Jahre früher ins Leben gerufen hatte.“

„Makabrer Gruselfilm, mit – für seine Entstehungszeit – perfekten Tricks. Auch heute noch für Freunde des Genres annehmbare Unterhaltung.“

## Veröffentlichungen
Die US-amerikanische (2002) und die britische (2010) DVD-Veröffentlichung enthalten beide sowohl die ursprüngliche als auch die gekürzte Fassung des Films. Eine deutsche Veröffentlichung erschien bei der Anolis Entertainment GmbH & Co. KG.

## Nachwirkung
- In dem Eröffnungssong Science Fiction/Double Feature der Rocky Horror Show lautet eine Textzeile: „Dana Andrews said prunes gave him the runes, but passing them used lots of skill“.
- In Kate Bushs Lied Hounds of Love findet sich die Dialogzeile „It's in the trees! It's coming!“ aus dem Film.
- Die britische Band Sol Invictus verwendet im Einstieg zu ihrem Song Black Easter einen Originaldialog zwischen Karswell und Holden.